# Municipio de Chassell
El municipio de Chassell (en inglés: Chassell Township) es un municipio ubicado en el condado de Houghton en el estado estadounidense de Míchigan. En el año 2010 tenía una población de 1812 habitantes y una densidad poblacional de 13,51 personas por km².

## Geografía
El municipio de Chassell se encuentra ubicado en las coordenadas 46°59′28″N 88°31′46″O / 46.99111, -88.52944. Según la Oficina del Censo de los Estados Unidos, el municipio tiene una superficie total de 134.09 km², de la cual 125,17 km² corresponden a tierra firme y (6,65 %) 8,92 km² es agua.

## Demografía
Según el censo de 2010, había 1812 personas residiendo en el municipio de Chassell. La densidad de población era de 13,51 hab./km². De los 1812 habitantes, el municipio de Chassell estaba compuesto por el 97,9 % blancos, el 0,17 % eran afroamericanos, el 0,44 % eran amerindios, el 0,39 % eran asiáticos, el 0,06 % eran de otras razas y el 1,05 % eran de una mezcla de razas. Del total de la población el 0,61 % eran hispanos o latinos de cualquier raza.